# Chażyn
Chażyn (ukr. Хажин) – wieś na Ukrainie, w obwodzie żytomierskim, w rejonie berdyczowskim, w hromadzie Semeniwka. W 2001 liczyła 1084 mieszkańców, wśród których 1052 wskazało jako ojczysty język ukraiński, 28 rosyjski, 1 mołdawski, 2 białoruski, a 1 inny.